# Dmitrij Sorokin (ekonomista)
Dmitrij Jewgienjewicz Sorokin (ros. Дмитрий Евгеньевич Сорокин; ur. 1 stycznia 1946 w Moskwie, zm. 14 marca 2021) – radziecki i rosyjski ekonomista, doktor nauk ekonomicznych, profesor (od 1993), członek korespondent Rosyjskiej Akademii Nauk (od 2008). W 2014 objął stanowisko prorektora ds. nauki rządowego Uniwersytetu Finansowego w Moskwie.
Pochowany na Cmentarzu Trojekurowskim w Moskwie.